# Secrétaire à la Justice
Le secrétaire à la Justice (chinois traditionnel : 律政司司長) est un membre du gouvernement de Hong Kong responsable des poursuites judiciaires et des affaires de droit. Il ou elle dirige le département de la Justice.
Le secrétaire à la Justice est le numéro trois, après le premier secrétaire de l'administration et le secrétaire aux Finances, dans l’ordre des responsabilités après le chef de l'exécutif de Hong Kong lorsque celui-ci est en dehors de Hong Kong ou que sa position se trouve temporairement vacante. Il est également le numéro cinq du gouvernement d’après l’ordre de préséance de Hong Kong. Le secrétaire à la Justice actuel est Paul Lam, SBS, SC, JP.

## Étymologie
Avant le transfert de souveraineté de Hong Kong à la Chine en 1997, la position était connue sous le nom de procureur général  (chinois : 律政司), et le département en tant que département juridique (chinois : 律政署).

## Liste des procureurs généraux avant 1997
| Procureur général              | Mandat                  | Notes                                                              |
| ------------------------------ | ----------------------- | ------------------------------------------------------------------ |
| Thomas Chisholm Anstey, QC     | 1855-1859               | premier procureur général de Hong Kong                             |
| William Henry Adams, QC        | 1860-1875               |                                                                    |
| George Phillippo, QC           | 1876-1879               | premier non-natif du Royaume – né en Jamaïque                      |
| Edward Louchlin O'Malley, QC   | 1884-1889               |                                                                    |
| W. Meigh Goodman, QC/KC        | 1890-1902               |                                                                    |
| Sir Henry Spencer Berkeley, KC | 1902-1906               |                                                                    |
| Rees Davies, KC                | 1907-1912               |                                                                    |
| J. A. S. Bucknill, KC          | 1912-1914               |                                                                    |
| Sir Joseph H. Kemp, KC         | 1914-1930               |                                                                    |
| Chaloner Alabaster, KC         | 1930-1941               |                                                                    |
| Aucun                          | Décembre 1941-mars 1946 | Administration britannique suspendue durant l’occupation japonaise |
| G. E. Strickland, KC           | 1946                    |                                                                    |
| John Bowes Griffin, KC         | 1947-1951               |                                                                    |
| Arthur Ridehalgh, KC/QC        | 1952-1961               |                                                                    |
| Maurice Heenan, QC             | 1962-1966               | né en Nouvelle-Zélande                                             |
| Denys Tudor Emil Roberts, QC   | 1966-1973               |                                                                    |
| John William Dixon Hobley, QC  | 1973-1979               |                                                                    |
| John Calvert Griffiths, QC     | 1979-1983               | (né en Iran)                                                       |
| Michael David Thomas, QC       | 1983-1988               |                                                                    |
| Jeremy Fell Mathews, QC        | 1988-30 juin 1997       |                                                                    |

## Liste des secrétaires à la Justice
| Procureur général | Procureur général | Mandat                           | Notes |
| ----------------- | ----------------- | -------------------------------- | ----- |
| 梁愛詩            | Elsie Leung       | 1er juillet 1997-19 octobre 2005 |       |
| 黃仁龍            | Wong Yan-lung, SC | 20 octobre 2005-30 juin 2012     |       |
| 袁國強            | Rimsky Yuen, SC   | 1er juillet 2012-5 janvier 2018  |       |
| 鄭若驊            | Teresa Cheng, SC  | 6 janvier 2018-30 juin 2022      |       |
| 林定國            | Paul Lam , SC     | 1er juillet 2022-en cours        |       |